# A Day at the Races Tour
De A Day at the Races Tour is de vijfde tournee van de Engelse rockgroep Queen ter promotie van het album A Day at the Races.
Voor het eerst werden Brighton Rock en Bohemian Rhapsody in hun geheel gespeeld. Ook deed zanger Freddie Mercury een vocale canon tussen White Man en The Prophet's Song.
In de meeste optredens in Noord-Amerika was Thin Lizzy het voorprogramma.
De laatste twee concerten in Earls Court waren gefilmd en worden veel verhandeld tussen fans. Aan deze shows werd opgemerkt dat Queen een duur lichtgevend object in de vorm van een kroon voor het eerst gebruikte.

## Tracklijst

### Noord-Amerika
1. A Day at the Races Intro
2. Tie Your Mother Down
3. White Queen (As It Began)
4. Somebody to Love
5. Killer Queen
6. The Millionaire Waltz
7. You're My Best Friend
8. Bring Back That Leroy Brown
9. Sweet Lady
10. Brighton Rock
11. '39
12. You Take My Breath Away
13. White Man
14. Vocale canon door Freddie Mercury
15. The Prophet's Song
16. Bohemian Rhapsody
17. Stone Cold Crazy
18. Keep Yourself Alive
19. Liar
20. In the Lap of the Gods... Revisited

Toegift:
1. Now I'm Here
2. Big Spender
3. Jailhouse Rock
4. God Save the Queen (tape)

#### Minder voorkomende nummers
1. Rock You Like a Hurricane (Portland)
2. Stupid Cupid (Portland, Seattle)
3. Be Bop a Lula (Portland, Seattle)
4. Saturday Night's All Right for Fighting (Seattle)

### Europa
1. A Day at the Races Intro
2. Tie Your Mother Down
3. Ogre Battle
4. White Queen (As It Began)
5. Somebody to Love
6. Killer Queen
7. Good Old-Fashioned Lover Boy
8. The Millionaire Waltz
9. You're My Best Friend
10. Bring Back That Leroy Brown
11. Death on Two Legs
12. Sweet Lady
13. Brighton Rock
14. '39
15. You Take My Breath Away
16. White Man
17. Vocale canon door Freddie Mercury
18. The Prophet's Song
19. Bohemian Rhapsody
20. Stone Cold Crazy
21. Keep Yourself Alive
22. In the Lap of the Gods... Revisited

Toegift:
1. Now I'm Here
2. Liar
3. Jailhouse Rock
4. God Save the Queen (tape)

## Tourdata

### Noord-Amerika
- 13 januari 1977 - Milwaukee, Wisconsin, Verenigde Staten - Milwaukee Auditorium
- 15 januari 1977 - Columbus, Ohio, Verenigde Staten - St. John Arena
- 16 januari 1977 - Indianapolis, Indiana, Verenigde Staten - Convention Center
- 18 januari 1977 - Detroit, Michigan, Verenigde Staten - Cobo Hall
- 20 januari 1977 - Saginaw, Michigan, Verenigde Staten - Civic Centre
- 21 januari 1977 - Louisville, Kentucky, Verenigde Staten - Louisville Gardens
- 22 januari 1977 - Kalamazoo, Michigan, Verenigde Staten - Wings Stadium
- 23 januari 1977 - Cleveland, Ohio, Verenigde Staten - Richfield Coliseum
- 25 januari 1977 - Ottawa, Canada - Civic Centre
- 26 januari 1977 - Montreal, Canada - Montreal Forum
- 28 januari 1977 - Chicago, Illinois, Verenigde Staten - Chicago Stadium
- 30 januari 1977 - Toledo, Illinois, Verenigde Staten - Sports Arena
- 1 februari 1977 - Toronto, Canada - Maple Leaf Gardens
- 3 februari 1977 - Springfield, Illinois, Verenigde Staten - Civic Centre
- 4 februari 1977 - College Park, Maryland, Verenigde Staten - Cole Field House
- 5 februari 1977 - New York, Verenigde Staten - Madison Square Garden
- 6 februari 1977 - Uniondale, New York, Verenigde Staten - Nassau Coliseum
- 8 februari 1977 - Syracuse, New York, Verenigde Staten - War Memorial Auditorium
- 9 februari 1977 - Boston, Massachusetts, Verenigde Staten - Boston Garden
- 10 februari 1977 - Providence, Rhode Island, Verenigde Staten - Civic Centre
- 11 februari 1977 - Philadelphia, Pennsylvania, Verenigde Staten - Philadelphia Civic Centre
- 19 februari 1977 - Miami, Florida, Verenigde Staten - Hollywood Sportatorium
- 20 februari 1977 - Lakeland, Florida, Verenigde Staten - Civic Centre
- 21 februari 1977 - Atlanta, Georgia, Verenigde Staten - Omni Coliseum
- 22 februari 1977 - Birmingham, Alabama, Verenigde Staten - Boutwell Memorial Auditorium
- 25 februari 1977 - Dallas, Texas, Verenigde Staten - Moody Coliseum
- 26 februari 1977 - Houston, Texas, Verenigde Staten - Sam Houston
- 1 maart 1977 - Phoenix, Arizona, Verenigde Staten - Arizona Veterans Memorial Coliseum
- 2 en 3 maart 1977 - Inglewood, Californië, Verenigde Staten - The Forum
- 5 maart 1977 - San Diego, Californië, Verenigde Staten - Sports Arena
- 6 maart 1977 - San Francisco, Californië, Verenigde Staten - Winterland
- 11 maart 1977 - Vancouver, Canada - PNE Coliseum
- 12 maart 1977 - Portland, Oregon, Verenigde Staten - Paramount Theatre
- 16 en 17 maart 1977 - Calgary, Canada - Jubilee Auditorium
- 18 maart 1977 - Edmonton, Canada - Rexall Place

### Europa
- 8 mei 1977 - Stockholm, Zweden - Civic Auditorium
- 10 mei 1977 - Göteborg, Zweden - Scandinavium
- 12 mei 1977 - Kopenhagen, Denemarken - Broendby Hall
- 13 mei 1977 - hamburg, Duitsland - Congresscentrum
- 14 mei 1977 - Frankfurt, Duitsland - Festhalle
- 16 mei 1977 - Düsseldorf, Duitsland - Philipshalle
- 17 mei 1977 - Rotterdam, Nederland - Ahoy
- 19 mei 1977 - Bazel, Zwitserland - Sporthalle
- 23 en 24 mei 1977 - Bristol, Engeland - Hippodrome
- 26 en 27 mei 1977 - Southampton, Engeland - Gaumont Theatre
- 29 mei 1977 - Stafford, Engeland - Bingley Hall
- 30 en 31 mei 1977 - Glasgow, Schotland - Apollo Theatre
- 2 en 3 juni 1977 - Liverpool, Engeland - Empire Theatre
- 6 en 7 juni 1977 - Londen, Engeland - Earls Court Exhibition Centre